# Alexander Konopka
Alexander Leszek Konopka (ur. 1966) – polski inżynier, przedsiębiorca.

## Życiorys
Studiował na Politechnice Warszawskiej, Wydział Inżynierii Lądowej. Od 1989 pracował w Paryżu, najpierw w branży przemysłowej a od 1991 w branży brokerskiej (SCAC Bellan). W tym samym roku założył firmę brokerską Asekuracja II. Od 1994 związany jest z Gras Savoye, a od 2004 roku prezes spółek Gras Savoye Polska i Pol-Assistance świadczących usługi ubezpieczeniowe. Jest absolwentem IESE Business School (Program AMP). W latach 2016–2020 zarządzał wspólnymi strukturami firm Willis Towers Watson i Gras Savoye w Polsce. Od 2022 jest Prezesem Zarządu firmy Renomia sp z o.o. czeskiej spółki brokerskiej, której udziałowcem jest Gallagher trzeci nawiększy broker ubezpieczeniowy na świecie. .

## Nagrody i wyróżnienia
- 2013 – Kawaler Legii Honorowej za zaangażowanie na rzecz francuskiego rozwoju gospodarczego w Polsce[3]